# Wesfarmers
Wesfarmers — австралийский конгломерат с интересами в розничной торговле, химической промышленности, производстве удобрений, электронной коммерции и других отраслях. Штаб-квартира расположена в Перте, столице Западной Австралии.

## История
Westralian Farmers Co-operative был основан в 1914 году в качестве торговой компании федерации фермеров Западной Австралии. Кооператив занимался сбытом аграрной продукции (шерсти, пшеницы и др.) и снабжением фермеров горюче-смазочными материалами. В 1956 году при участии British Petroleum была основана дочерняя компания Kleenheat Gas по продаже сжиженного газа и газового оборудования. В 1977 году был куплен производитель фосфатных удобрений CSBP.
В 1984 году кооператив был преобразован в публичную компанию Wesfarmers Limited, акции которой были размещены на Австралийской фондовой бирже. В 1986 году была куплена 10-процентная доля в сети хозяйственных магазинов Bunnings, а в 1994 году сеть была поглощена полностью..
В 2007 году была поглощена компания Coles Group, управляющая сетью супермаркетов; сделка стоимостью 20,7 млрд австралийских долларов ($17,7 млрд) стала крупнейшей в истории Австралии. Также в 2007 году был куплен производитель промышленных газов Linde Gas. В 2013 году страховой бизнес был продан Insurance Australia Group. В августе 2014 года был куплен производитель униформы Workwear Group. В феврале 2016 года за 340 млн фунтов была куплена британская сеть хозяйственных магазинов Homebase, но уже через два года она была продана за 1 фунт стерлингов, принеся около 1 млрд фунтов убытков. В ноябре 2018 года Coles Group также была продана путём размещения акций на бирже, но Wesfarmers оставила себе сети Kmart, Target и Officeworks. В 2019 году была куплена Catch Group, занимающаяся торговлей через интернет.

## Деятельность
Подразделения по состоянию на 2022 год:
- Bunnings — сеть хозяйственных магазинов, 507 торговых точек в Австралии и Новой Зеландии, 48 % выручки;
- Kmart Group — торговые сети Kmart (324 магазина в Австралии и Новой Зеландии, потребительские товары), Target (128 магазинов в Австралии, одежда и текстиль), Catch (торговля онлайн), 26 % выручки;
- Chemicals, Energy and Fertilisers — производство различных химикатов для промышленности, включая аммиак, нитраты, цианид натрия (для золотодобычи), поливинилхлорид, древесно-пластиковые композиты, также производство сжиженного газа и удобрений, совместное предприятие а Чили по добыче лития, 8 % выручки;
- Officeworks — 168 магазинов канцелярии, офисной мебели и учебных материалов, 9 % выручки;
- Industrial and Safety — торговля инструментами и промышленным оборудованием, форменной и защитной одеждой, а также производство промышленных и медицинских газов, 5 % выручки;
- Health — сеть аптек Priceline, 3 % выручки.

В списке крупнейших публичных компаний мира Forbes Global 2000 за 2023 год Wesfarmers заняла 538-е место.